# ニカイア・コンスタンティノポリス信条

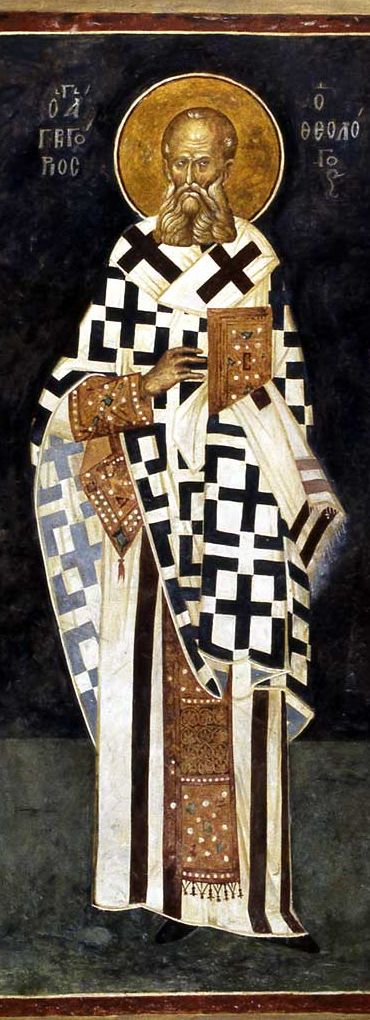
ナジアンゾスのグレゴリオスはコンスタンティヌス大帝と共に第1回コンスタンティノポリス公会議の議長を務めた。

ニカイア・コンスタンティノポリス信条（ニカイア・コンスタンティノポリスしんじょう、英語: Niceno-Constantinopolitan Creed）は、381年の第1回コンスタンティノポリス公会議で定められたキリスト教の基本信条であり、東方教会及び西方教会で広く用いられている。
ニカイア・コンスタンティノポリス信条（381年）はカルケドン信条（451年）と並んで東西両教会で広く告白されるキリスト教の基本信条である。アタナシオス信条と使徒信条もまた、西方教会（カトリック教会及びプロテスタント諸教派など）を中心に広く共有されている。

## 概要
ニカイア・コンスタンティノポリス信条は、381年の第1回コンスタンティノポリス公会議で定められた信条（信仰告白）である。325年の第1回ニカイア公会議で定められたニカイア信条（原ニカイア信条）と区別するため、この語が用いられる。
本信条は、原ニカイア信条（325年）を、381年の第1回コンスタンティノポリス公会議にて改訂したものである。
今日、この信条を認め礼拝に用いる教派は、カトリック教会、正教会（キリスト教会は1054年に西方教会「カトリック教会」と東方教会「正教会」に分裂した）、カルケドン公会議などでそれ以前に分離した東方諸教会、聖公会、そして多数のプロテスタント教会である。

## 表記
この信仰告白を単に「ニカイア信条」（ニケア信条、ニケア信経、英: Nicene Creed）と略呼する例があるが、原ニカイア信条（325年）は、ニカイア・コンスタンティノポリス信条（381年）とは異なる別の信条である。
名称が長く、また原ニケア信条が用いられることは稀であるため、教会によっては、本信条を指して「ニケア信条」（日本基督教団改革長老教会協議会）、「ニケア信経（しんきょう）」（日本聖公会）、あるいは単に「信経（しんけい）」（日本ハリストス正教会）と呼ぶ場合がある。
現在、日本のカトリック教会は『ニケア・コンスタンチノープル信条』を正式な名称としている。

## 議論
東方教会と西方教会は聖霊（聖神）が御父なる神のみから出るか、御子なるキリストからも出るかの解釈が異なる（フィリオクェ問題）ため、その一部分を除いては、全ての教派で同一のものである。
また、教義上で問題とされることはないが、ラテン語版及びこれに準拠した西方教会系の版には、ギリシア語の原文には無い句「神よりの神（God from God）」が挿入されている。
ほとんどの教会では現地語の翻訳を用いるため、翻訳に教派独自の解釈が反映される場合も多少ある。

## 原ニカイア信条との比較
原ニカイア信条（325年）とニカイア・コンスタンティノポリス信条（381年）の比較に関しては、上記の英語版の記事を参照されたい。

## 礼拝での使用
毎主日（日曜日）のキリスト教の礼拝（奉神礼）では、必ず『ニカイア・コンスタンティノポリス信条』と『主の祈り』が用いられる。但し、現在のローマ・カトリック教会では、二ケア・コンスタンチノープル信条に代えて使徒信条を用いる場合も多い。西方教会では一般に礼拝参加者全員が声を出して暗唱するか、祈祷書や賛美歌集に記された文章を朗読する。東方教会では一般に式全体が聖職者と聖歌隊の唱歌により進行するため、礼拝参加者は立ったまま聞くのみで、信仰告白の朗誦は行わない。

## 本文

### ギリシャ語原文
| ギリシャ語典礼文 | 英訳 |
| --- | --- |
| Πιστεύω εἰς ἕνα Θεόν, Πατέρα, Παντοκράτορα, ποιητὴν οὐρανοῦ καὶ γῆς, ὁρατῶν τε πάντων καὶ ἀοράτων.                                                                          | We believe in one God, the Father, the Almighty, maker of heaven and earth, of all that is, seen and unseen.                                                                                         |
| Καὶ εἰς ἕνα Κύριον Ἰησοῦν Χριστόν, τὸν Υἱὸν τοῦ Θεοῦ τὸν μονογενῆ, τὸν ἐκ τοῦ Πατρὸς γεννηθέντα πρὸ πάντων τῶν αἰώνων·                                                      | We believe in one Lord, Jesus Christ, the only Son of God, eternally begotten of the Father, |
| φῶς ἐκ φωτός, Θεὸν ἀληθινὸν ἐκ Θεοῦ ἀληθινοῦ, γεννηθέντα οὐ ποιηθέντα, ὁμοούσιον τῷ Πατρί, δι' οὗ τὰ πάντα ἐγένετο.                                                         | God from God, Light from Light, true God from true God, begotten, not made, of one Being with the Father. Through him all things were made.                                                          |
| Τὸν δι' ἡμᾶς τοὺς ἀνθρώπους καὶ διὰ τὴν ἡμετέραν σωτηρίαν κατελθόντα ἐκ τῶν οὐρανῶν καὶ σαρκωθέντα ἐκ Πνεύματος Ἁγίου καὶ Μαρίας τῆς Παρθένου καὶ ἐνανθρωπήσαντα.           | For us and for our salvation he came down from heaven: by the power of the Holy Spirit he became incarnate from the Virgin Mary, and was made man.                                                   |
| Σταυρωθέντα τε ὑπὲρ ἡμῶν ἐπὶ Ποντίου Πιλάτου, καὶ παθόντα καὶ ταφέντα. | For our sake he was crucified under Pontius Pilate; he suffered death and was buried. |
| Καὶ ἀναστάντα τῇ τρίτῃ ἡμέρᾳ κατὰ τὰς Γραφάς. | On the third day he rose again in accordance with the Scriptures; |
| Καὶ ἀνελθόντα εἰς τοὺς οὐρανοὺς καὶ καθεζόμενον ἐκ δεξιῶν τοῦ Πατρός. | he ascended into heaven and is seated at the right hand of the Father. |
| Καὶ πάλιν ἐρχόμενον μετὰ δόξης κρῖναι ζῶντας καὶ νεκρούς, οὗ τῆς βασιλείας οὐκ ἔσται τέλος.                                                                                 | He will come again in glory to judge the living and the dead, and his kingdom will have no end. |
| Καὶ εἰς τὸ Πνεῦμα τὸ Ἅγιον, τὸ κύριον, τὸ ζῳοποιόν, τὸ ἐκ τοῦ Πατρὸς ἐκπορευόμενον, τὸ σὺν Πατρὶ καὶ Υἱῷ συμπροσκυνούμενον καὶ συνδοξαζόμενον, τὸ λαλῆσαν διὰ τῶν προφητῶν. | We believe in the Holy Spirit, the Lord, the giver of life, who proceeds from the Father and the Son. With the Father and the Son he is worshiped and glorified. He has spoken through the Prophets. |
| Εἰς μίαν, Ἁγίαν, Καθολικὴν καὶ Ἀποστολικὴν Ἐκκλησίαν. | We believe in one holy catholic and apostolic Church. |
| Ὁμολογῶ ἓν βάπτισμα εἰς ἄφεσιν ἁμαρτιῶν. | We acknowledge one baptism for the forgiveness of sins. |
| Προσδοκῶ ἀνάστασιν νεκρῶν. | We look for the resurrection of the dead, |
| Καὶ ζωὴν τοῦ μέλλοντος αἰῶνος. | and the life of the world to come. |
| Ἀμήν. | Amen. |

### ラテン語訳
Credo in unum Deum, Patrem omnipotentem, factorem caeli et terrae, visibilium omnium et invisibilium.

Et in unum Dominum Jesum Christum, Filium Dei unigenitum, et ex Patre natum ante omnia saecula. Deum de Deo, Lumen de Lumine, Deum verum de Deo vero, genitum non factum, consubstantialem Patri; per quem omnia facta sunt. Qui propter nos homines et propter nostram salutem descendit de caelis. Et incarnatus est de Spiritu Sancto ex Maria Virgine, et homo factus est. Crucifixus etiam pro nobis sub Pontio Pilato, passus et sepultus est, et resurrexit tertia die, secundum Scripturas, et ascendit in caelum, sedet ad dexteram Patris. Et iterum venturus est cum gloria, iudicare vivos et mortuos, cuius regni non erit finis.

Et in Spiritum Sanctum, Dominum et vivificantem, qui ex Patre (Filioque) procedit. Qui cum Patre et Filio simul adoratur et conglorificatur: qui locutus est per prophetas. Et unam, sanctam, catholicam et apostolicam Ecclesiam. Confiteor unum baptisma in remissionem peccatorum. Et expecto resurrectionem mortuorum, et vitam venturi saeculi. Amen.
注：斜体部分はギリシア語原文に対応する個所をもたない部分。

### 英語訳
英語訳には1962年英国聖公会祈祷書版、1975年ICET版、1988年ELLC版、カトリック教会の現行版、米国正教会版 などがある。

### 日本語訳
キリスト教全教派に共通の日本語訳は存在しない。カトリック教会、日本ハリストス正教会、日本聖公会、東京基督教研究所、日本基督教団改革長老教会協議会教会研究所などが独自の翻訳を作成している。日本ハリストス正教会を除いては、底本に西方に流布するもの（ラテン語版に遡るもの）を使用している。

#### 西方教会系

##### カトリック教会で使用される訳文
わたしは信じます。唯一の神、全能の父、天と地、見えるもの、見えないもの、すべてのものの造り主を。

わたしは信じます。唯一の主イエス・キリストを。主は神のひとり子、すべてに先立って父より生まれ、神よりの神、光よりの光、まことの神よりのまことの神、造られることなく生まれ、父と一体。すべては主によって造られました。主は、わたしたち人類のため、わたしたちの救いのために天からくだり、聖霊によって、おとめマリアよりからだを受け、人となられました。ポンティオ・ピラトのもとで、わたしたちのために十字架につけられ、苦しみを受け、葬られ、聖書にあるとおり三日目に復活し、天に昇り、父の右の座に着いておられます。主は、生者（せいしゃ）と死者を裁くために栄光のうちに再び来られます。その国は終わることがありません。

わたしは信じます。主であり、いのちの与え主である聖霊を。聖霊は、父と子から出て、父と子とともに礼拝され、栄光を受け、また預言者をとおして語られました。わたしは、聖なる、普遍の、使徒的、唯一の教会を信じます。罪のゆるしをもたらす唯一の洗礼を認め、死者の復活と来世のいのちを待ち望みます。アーメン。—2004年2月18日 日本カトリック司教協議会認可

##### 日本聖公会の訳文
わたしたちは、唯一の神、全能の父、天地とすべて見えるものと見えないものの造り主を信じます。

また、世々の先に父から生まれた独り子、主イエス・キリストを信じます。主は神よりの神、光よりの光、まことの神よりのまことの神、造られず、生まれ、父と一体です。すべてのものは主によって造られました。主はわたしたち人類のため、またわたしたちを救うために天から降り、聖霊によっておとめマリヤから肉体を受け、人となり、ポンテオ・ピラトのもとで、わたしたちのために十字架につけられ、苦しみを受け、死んで葬られ、聖書にあるとおり三日目によみがえり、天に昇り、父の右に座しておられます。また、生きている人と死んだ人とを審くため、栄光のうちに再び来られます。その国は終わることがありません。

また、主なる聖霊を信じます。聖霊は命の与え主、父と子から出られ、父と子とともに拝みあがめられ、預言者によって語られた主です。また、使徒たちからの唯一の聖なる公会を信じます。罪の赦しのための唯一の洗礼を信認し、死者のよみがえりと来世の命を待ち望みます。アーメン。
ニケヤ信経
我は唯一の神・全能の父・天地とすべて見ゆる物と見えざる物の造り主を信ず。

我は唯一の主イエス＝キリストを信ず。主はよろず世の先に、父より生まれたるひとりの御子、神よりの神、光よりの光、まことの神よりのまことの神、造られずして生まれ、父と一体なり。よろずのもの主によりて造られたり。主はわれら人類のため、また我らを救わんがために、天よりくだり、聖霊によりておとめマリヤより肉体を受け、人性をとり、我らのためにポンテオ＝ピラトのとき、十字架につけられ、苦しみを受け、葬られ、聖書にかないて三日目によみがえり、天に昇り、父の右に座したまえり。また栄光をもって再びきたり、生ける人と死ねる人をさばきたまわん。その国は終わることなし。

我は聖霊を信ず。聖霊は命を与うる主、父と子よりいで、父と子とともに拝みあがめられ、預言者によりて語りたまいし主なり。我は使徒たちよりの唯一の聖公会を信ず。罪の赦しをうる唯一の洗礼を信認す。死にし人のよみがえりと来世の命をのぞむ。アーメン。—『日本聖公会祈祷書(1959年版）』より

#### 東方教会系

##### 日本正教会の訳文・聖書参照箇所
以下、日本正教会における信経の全文を、各条につき参照される聖書の箇所を示しつつ引用する。
| 信経本文                                                   | 聖書参照箇所                                                                                                   |
| ---------------------------------------------------------- | --- |
| 我、信ず、一《ひとつ》の神・父《かみ・ちち》、全能者、     | （創世記 17:1 - 8、申命記 6:4、マトフェイ福音 6:9）                                                            |
| 天と地、見ゆると見えざる万物を造りし主を。                 | （創世記 1:1 - 31、ヨブ記 38:1 - 30、コロサイ書 1:15 - 16、イオアン福音 1:3）                                  |
| 又、信ず、一の主イイスス・ハリストス、                     | （イオアン福音 20:28、行實 16:31、イオアン福音 3:16）                                                          |
| 神の独生《どくせい》の子、                                 | （聖詠 2:7、マトフェイ福音 3:17、イオアン福音 1:1）                                                            |
| 万世《よろずよ》の前《さき》に父より生まれ、               | （イオアン福音 1:1-2、同 8:58、コロサイ書 1:15 - 17、 フィリッピ書 2:6）                                       |
| 光よりの光、                                               | （イオアン福音 1:1-9）                                                                                         |
| 真《まこと》の神よりの真《まこと》の神、                   | （イオアン福音 16:27-28; 同 1:1-2）                                                                            |
| 生まれし者にて造られしに非ず、                             | （イオアン福音 1:1-2, 16:28）                                                                                  |
| 父と一体にして、                                           | （イオアン福音 14:10-11, 17:22-23）                                                                            |
| 万物、彼に造られ                                           | （イオアン福音 1:3-10, コロサイ書 1:16）                                                                       |
| 我等人々の為、又我等の救いの為《ため》に                   | （ルカ福音 2:30; イオアン福音 3:16; イオアン第一公書 4:14; ティモフェイ前書 2:5-6）                            |
| 天より降り                                                 | （イオアン福音 3:13, 31、同 6:12-38）                                                                          |
| 聖神《せいしん》及び                                       | （ルカ福音 1:35）                                                                                              |
| 童貞女マリヤより身を取り                                   | （イサイヤ 7:14、ルカ福音 1:35-46）                                                                            |
| 人と為《な》り                                             | （イオアン福音 1:14、フィリッピ書 2:6-8、エウレイ書 2:14-17）                                                  |
| 我等の為《ため》にポンティイピラトの時、十字架に釘うたれ   | （マトフェイ福音 27:24-31 ）                                                                                   |
| 苦しみを受け葬られ                                         | （マルコ福音 15:16-46）                                                                                        |
| 第三日に聖書に叶《かな》うて復活し                         | （コリンフ前書 15:3-4、ルカ福音 24:1-12、マトフェイ福音 12:38-40、マトフェイ福音 28:1-8、マルコ福音 16:16-19） |
| 天に升《のぼ》り                                           | （ルカ福音 24:50-53、マルコ福音 16:16-19）                                                                     |
| 父の右に坐《ざ》し                                         | （ロマ書 8:34、エフェス書 1:20）                                                                               |
| 光栄を顕《あら》わして                                     | （聖詠 72:9-19; イサイヤ 40:5）                                                                                |
| 生ける者と死せし者を審判する為《ため》に還《ま》た来り     | （黙示録 20:11-15、聖使徒行實 10:42）                                                                          |
| その国、終りなからん、を                                   | （聖詠 145:13、イオアン福音 3:16、同 6:40-47）                                                                 |
| 又、信ず、聖神゜《せいしん》、主、                         | （創世記 1:2、マトフェイ福音 3:16、聖使徒行實 2:1-4）                                                          |
| 生命《いのち》を施す者、                                   | （イオアン福音 15:26、イオアン福音 14:16-17、ロマ書 8:2、ガラティヤ書 6:8）                                    |
| 父より出で、                                               | （イオアン福音 15:26）                                                                                         |
| 父及び子と共に拝まれ讃められ、                             | （ルカ福音 10:22、マトフェイ福音 3:17、イオアン福音 4:24）                                                     |
| 預言者を以《もっ》てかつて言いし、を                       | （聖使徒行實 2 17:18、ペトル後公書 1:21）                                                                      |
| 又、信ず、一の聖なる公《おおやけ》なる使徒の教会を         | （コリンフ前書 12:12-13、エフェス書 2:19-22; 4:11-16; フェサロニカ後書 2:15、ティモフェイ前書 3:1-15）         |
| 我、認む、一の洗礼、以て罪の赦《ゆるし》を得《う》る、を、 | （マトフェイ福音 3:16; イオアン福音 3:5、聖使徒行實 2:38, 8:36-40、エフェス書 4:5）                            |
| 我、望む、死者の復活、                                     | （コリンフ前書 15:12-58）                                                                                      |
| 並びに来世《らいせい》の生命《いのち》を                   | （ロマ書 8:17-25、フィリッピ書 3:20-21、ペトル後公書 3:13）                                                    |
| アミン                                                     | - |